# El Cerrito (contea di Riverside, California)
El Cerrito è un census-designated place (CDP) degli Stati Uniti d'America situato in California, nella contea di Riverside.